# Плавання на літніх Олімпійських іграх 2016 — естафета 4x100 метрів вільним стилем (жінки)
Змагання з плавання в естафеті 4x100 метрів вільним стилем серед жінок на Олімпіаді 2016 року відбулися 6 серпня на Олімпійському водному стадіоні.

## Рекорди
Станом на 6 серпня 2016 світовий і олімпійський рекорди були такими:
| Світовий рекорд     | Австралія (AUS) Бронте Кемпбелл (53.15) Мелані Скленджер (52.76) Емма Маккеон (52.91) Кейт Кемпбелл (52.16)  | 3:30.98 | Глазго, Шотландія       | 24 липня 2014 |
| Олімпійський рекорд | Австралія (AUS) Алісія Кауттс (53.90) Кейт Кемпбелл (53.19) Бріттані Елмслі (53.41) Мелані Скленджер (52.65) | 3:33.15 | Лондон, Велика Британія | 28 липня 2012 |

## Результати
Загалом у цій дисципліні візьмуть участь 16 команд. 8 найкращих із двох запливів вийдуть у фінал.

### Попередні запливи
| Місце | Заплив | Доріжка | Країна           | Плавчині                                                                                               | Час     | Нотатки |
| ----- | ------ | ------- | ---------------- | --- | ------- | ------- |
| 1     | 2      | 4       | Австралія (AUS)  | Медісон Вілсон (54.11) Бріттані Елмслі (53.22) Бронте Кемпбелл (53.26) Кейт Кемпбелл (51.80)           | 3:32.39 | Q, OR   |
| 2     | 2      | 5       | США (USA)        | Аманда Вейр (53.60) Лія Ніл (53.63) Еллісон Шмітт (53.72) Кейті Ледекі (52.64)                         | 3:33.59 | Q       |
| 3     | 2      | 3       | Канада (CAN)     | Сандрін Менвіль (54.17) Шанталь ван Ландегем (52.90) Мішель Вільямс (53.73) Тейлор Рак (53.04)         | 3:33.84 | Q, NR   |
| 4     | 1      | 3       | Італія (ITA)     | Еріка Феррайолі (54.91) Сільвія ді П'єтро (53.96) Аглая Пеццато (53.86) Федеріка Пеллегріні (53.17)    | 3:35.90 | Q       |
| 5     | 1      | 4       | Нідерланди (NED) | Інґе Деккер (54.75) Марріт Стінберген (53.31) Мод ван дер Мер (53.88) Фемке Гемскерк (54.00)           | 3:35.94 | Q       |
| 6     | 1      | 5       | Швеція (SWE)     | Мішель Колеман (54.39) Луїс Ганссон (54.69) Іда Ліндборг (54.77) Сара Шестрем (52.57)                  | 3:36.42 | Q       |
| 7     | 1      | 2       | Японія (JPN)     | Мікі Утіда (53.93) Рікако Ікее (53.41) Місакі Ямаґуті (54.87) Яйой Мацумото (54.53)                    | 3:36.74 | Q, NR   |
| 8     | 2      | 2       | Франція (FRA)    | Беріль Гастальделло (54.94) Шарлотт Бонне (53.16) Матільд Сіні (54.64) Анна Сантаманс (54.11)          | 3:36.85 | Q, NR   |
| 9     | 1      | 6       | Китай (CHN)      | Чжу Менхуей (54.06) Сун Мейчень (54.79) Тан І (54.56) Шень До (53.84)                                  | 3:37.25 |         |
| 10    | 2      | 7       | Росія (RUS)      | Вероніка Попова (54.35) Вікторія Андреєва (54.45) Розалія Насретдінова (54.32) Наталія Ловцова (54.56) | 3:37.68 | NR      |
| 11    | 2      | 6       | Бразилія (BRA)   | Ларісса Олівейра (55.54) Етьєн Медейрос (53.99) Дайнара де Паула (54.81) Мануелла Ліріо (55.06)        | 3:39.40 |         |
| 12    | 1      | 7       | Данія (DEN)      | Пернілле Блуме (54.54) Юліє Кепп Єнсен (54.79) Сара Бро (55.75) Міе Нільсен (54.37)                    | 3:39.45 |         |
| 13    | 2      | 1       | Іспанія (ESP)    | Фатіма Гальярдо Карапето (55.84) Марта Гонсалес (54.98) Патрісія Кастро (55.08) Мелані Коста (54.56)   | 3:40.46 | NR      |
| 14    | 2      | 8       | Швейцарія (SUI)  | Марія Уголкова (54.75) Александра Турецкі (55.28) Даніель Вілларс (55.37) Ноемі Жирарде (55.62)        | 3:41.02 | NR      |
| 15    | 1      | 1       | Польща (POL)     | Катажина Васік (55.34) Аліція Тхуж (55.01) Александра Урбаньчик (55.78) Анна Довгерт (55.30)           | 3:41.43 |         |
| 16    | 1      | 8       | Ізраїль (ISR)    | Керен Зібнер (55.60) Зохар Шіклер (55.29) Аміт Іврі (55.71) Андреа Мурез (55.37)                       | 3:41.97 | NR      |

### Фінал
| Місце | Доріжка | Країна           | Плавчині                                                            | Час     | Нотатки |
| ----- | ------- | ---------------- | ------------------------------------------------------------------- | ------- | ------- |
| 1     | 4       | Австралія (AUS)  | Емма Маккеон Бріттані Елмслі Бронте Кемпбелл Кейт Кемпбелл          | 3:30.65 | WR      |
| 2     | 5       | США (USA)        | Сімоне Мануель Еббі Вейтцейл Дана Воллмер Кейті Ледекі              | 3:31.89 |         |
| 3     | 3       | Канада (CAN)     | Сандрін Менвіль Шанталь ван Ландегем Тейлор Рак Пенні Олексяк       | 3:32.89 |         |
| 4     | 2       | Нідерланди (NED) | Марріт Стінберген Фемке Гемскерк Інґе Деккер Раномі Кромовідьойо    | 3:33.81 |         |
| 5     | 7       | Швеція (SWE)     | Мішель Колеман Сара Шестрем Іда Марко-Варга Луїс Ганссон            | 3:35.90 |         |
| 6     | 6       | Італія (ITA)     | Еріка Феррайолі Сільвія ді П'єтро Аглая Пеццато Федеріка Пеллегріні | 3:36.78 |         |
| 7     | 8       | Франція (FRA)    | Беріль Гастальделло Шарлотт Бонне Матільд Сіні Анна Сантаманс       | 3:37.45 |         |
| 8     | 1       | Японія (JPN)     | Мікі Утіда Рікако Ікее Місакі Ямаґуті Яйой Мацумото                 | 3:37.78 |         |